# 朱利法區
朱利法區是阿塞拜疆的一個區，位於該國納希切萬東部，北鄰亞美尼亞，南隔阿拉克斯河與伊朗相望。面積約995平方公里，人口39,100人。首府朱利法。